# Camponotus bianconii
Camponotus bianconii é uma espécie de inseto do gênero Camponotus, pertencente à família Formicidae.